# Georg von Snoilsky
Georg von Snoilsky (skrev sig ursprungligen Snoilshik), död den 20 januari 1672 i Regensburg, var en svensk diplomat och adelsman. Han var far till Georg Fredrik von Snoilsky och stamfar till svenska ätten von Snoilsky.

## Biografi
Snoilsky var son till professorn Johan Snoilski i Heilbronn. Han trädde 1632 i svensk tjänst, där han blev sekreterare hos Gustaf Horn, tjänstgjorde under krigets fortsättning i denna egenskap under flera svenska fältherrar och utnämndes 1644 till sekreterare vid Krigskollegium. Snoilsky blev 1645 agent i Benfeld (Elsass) och verkade från 1649 i Frankfurt, där han bland annat användes vid arméns satisfaktion och där han var Sveriges representant vid riksdeputationen från och med 1654 och resident hos de fyra övre kretsarna (över- och nederrhenska, schwabiska och frankiska). Snoilsky, som var en av sin tids mera använda svenska diplomater, adlades 1651. Då tyska riksdagen 1662 åter sammankallades, utsågs Snoilsky till en av Sveriges abgesanter vid denna och överflyttade 1663 till Regensburg, där han sedan, fortfarande ackrediterad även som resident hos de ovannämnda kretsarna, representerade Sverige till sin död. Han avled 20 januari 1672 i Regensburg.
Snoilsky gifte sig med Anna Weiler. Hon var dotter till riksguardien Hans Weiler och Birgitta Mårtensdotter. De fick tillsammans barnen Anna Regina, Susanna Margaretha, Philipina, Anna Eleonora, Gustaf (1645–1695), Georg Fredrik von Snoilsky (1647–1705), Maria Catharina, Wilhelm (1651–1676), Johan Ernst (1652–1706), Carl Emanuel (född 1659), Ludvig (1662–1706), August (1663–1706) och Adolph (1664–1728).